# Красна (Свентокшиське воєводство)
Красна (пол. Krasna) — село в Польщі, у гміні Стомпоркув Конецького повіту Свентокшиського воєводства.
Населення — 212 осіб (2011).
У 1975-1998 роках село належало до Келецького воєводства.

## Демографія
Демографічна структура на день 31 березня 2011 року:
|          | Загалом | Допрацездатний вік | Працездатний вік | Постпрацездатний вік |
| -------- | ------- | ------------------ | ---------------- | -------------------- |
| Чоловіки | 111     | 17                 | 80               | 14                   |
| Жінки    | 101     | 21                 | 57               | 23                   |
| Разом    | 212     | 38                 | 137              | 37                   |